# Hagensborg
 (janvier 2022).
Si vous disposez d'ouvrages ou d'articles de référence ou si vous connaissez des sites web de qualité traitant du thème abordé ici, merci de compléter l'article en donnant les références utiles à sa vérifiabilité et en les liant à la section « Notes et références ».
Hagensborg (initialement appelée Kristiania) est une communauté située dans la province de la Colombie-Britannique, dans le communauté de Bella Coola Valley.